# День перемоги (Азербайджан)
День Перемоги (азерб. Zəfər Günü) — державне свято в Азербайджані, який відзначається 8 листопада, на честь перемоги Азербайджану в Другій карабаській війні. Засноване указом президента Азербайджану від 2 грудня 2020 року, свято відзначається в день взяття Шуші. 

## Історія
27 вересня 2020 року в спірному Нагірно-Карабахському регіоні, який фактично контролювався самопроголошеною та невизнаною Республікою Арцах, але де-юре частиною Азербайджану, почалися бої. Азербайджанські сили вперше просунулися в районах Фюзулі та Джебраїл, зайнявши відповідні адміністративні центри. Звідти вони рушили до Гадрута. Азербайджанські війська почали інтенсивніше наступати після взяття Гадрута близько 15 жовтня вірмени почали відступати, тоді азербайджанці взяли під свій контроль Зангелан і Кубадли. Почався наступ на Лачинський коридор, азербайджанці також просунулись в Шушинський район.
Після захоплення Шуші, друге за величиною місто в Нагірному Карабаху, угода про припинення вогню була підписана між президентом Азербайджану Ільхамом Алієвим, прем'єр-міністром Вірменії Ніколом Пашиняняном, і президентом РФ Володимиром Путіним, закінчивши всі бойові дії в регіоні з 00:00, 10 листопада 2020 року за московським часом. Згідно з угодою, ворогуючі сторони залишатимуть під контролем свої території, які зараз перебувають у межах Нагірного Карабаху, тоді як Вірменія поверне Азербайджану прилеглі території, які вона окупувала в 1994 році. Азербайджан також отримає доступ до своїх земель — Нахічеванський ексклав, який межує з Туреччиною та Іраном. Приблизно 2000 російських солдатів були розміщені як миротворчі сили вздовж Лачинського коридору між Вірменією та Нагірним Карабахом на термін не менше п'яти років.

## Організація свята
Станом на 2 грудня 2020 року президент Азербайджану, Ільхам Алієв підписав розпорядження про створення Дня Перемоги як державного свята в Азербайджані. День підписання угоди про припинення вогню, що закінчує війну, та набуття нею чинності за азербайджанським часом, 10 листопада, повинен був відзначатися в Азербайджані як День Перемоги. Наступного дня це рішення було скасовано. Натомість дата святкування свята було змінено на 8 листопада, в день захоплення Шуші. 8 грудня було оголошено, що новій станції в Бакинському метро була запропонована назва «8 листопада» за пропозицією Алієва.